# Oxicesta geographica
Oxicesta geographica är en fjärilsart som beskrevs av Fabricius 1787. Oxicesta geographica ingår i släktet Oxicesta och familjen nattflyn. Inga underarter finns listade i Catalogue of Life.

## Bildgalleri

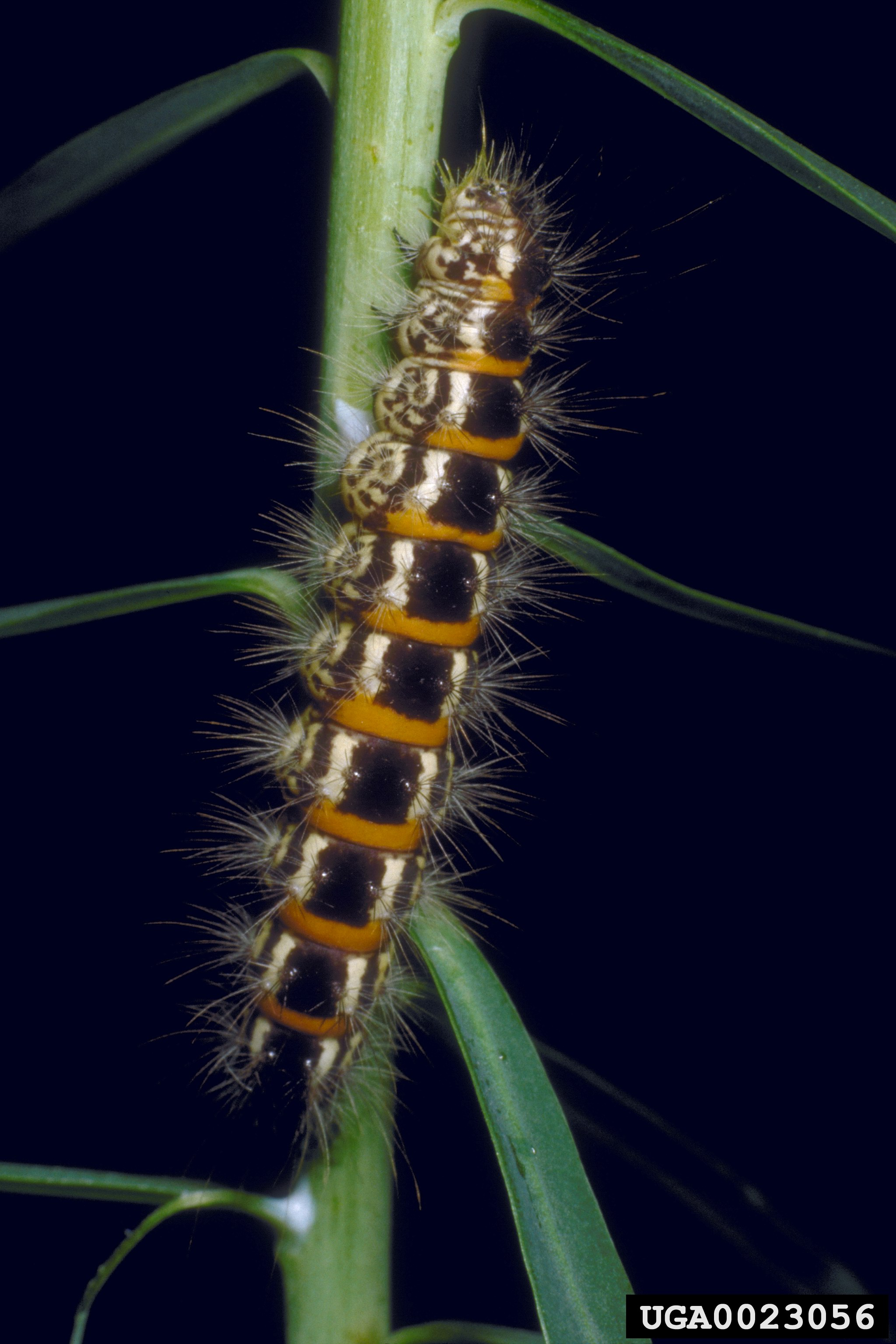
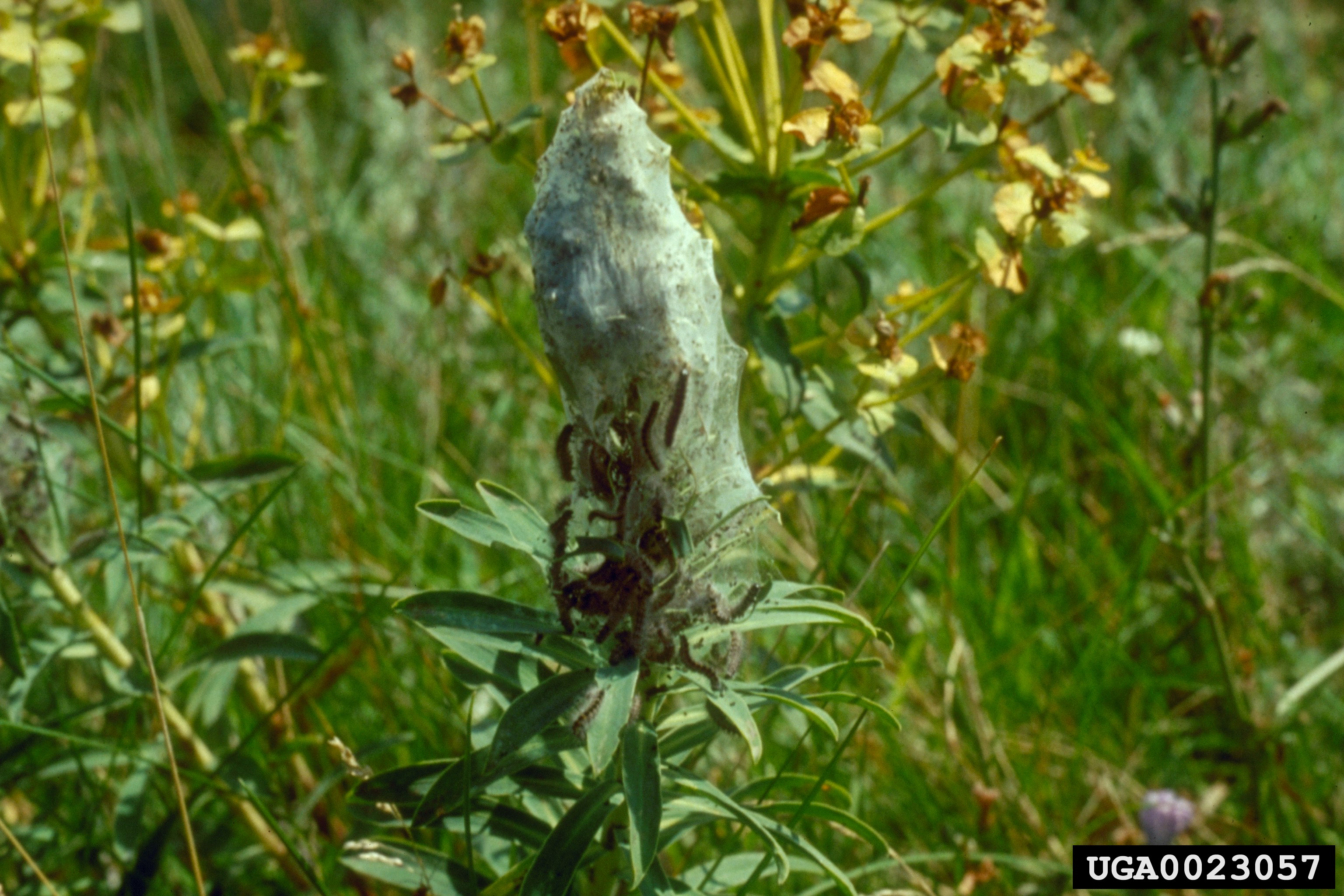